# Ommata aureicollis
Ommata aureicollis är en skalbaggsart som beskrevs av Aurivillius 1920. Ommata aureicollis ingår i släktet Ommata och familjen långhorningar. Inga underarter finns listade i Catalogue of Life.